# 聖日耳曼昂萊城堡
聖日耳曼昂萊城堡（法語：Château de Saint-Germain-en-Laye）是位於法國首都巴黎西郊圣日耳曼昂莱的一座王宮。現在聖日耳曼昂萊城堡也是法國國立考古學博物館（法語：Musée d'Archéologie Nationale）的所在地。城堡始建於1122年，但城堡現存建築中最古老的則建於1539年。1638年，法国国王路易十四生于此地。1688年英国光荣革命后，原英格兰国王詹姆斯二世流亡至此并定居达13年。1867年開始，這裡成為國立考古學博物館。1919年，協約國和奧地利共和國在這裡簽訂聖日耳曼條約。1940年至1944年德國人佔領期間，城堡曾是德軍的法國總部。

## 外部連結
- Structurae数据库中Château de Saint-Germain-en-Laye的数据

- Musée des Antiquités Nationales （页面存档备份，存于） （法文）
- The Château de Saint-Germain-en-Laye, National Museum of Archaeology - The official website of France  （英文）
- "St-Germain-en-Laye: un haut lieu de la royauté （页面存档备份，存于） （法文）
- Discover the Castle of Saint-Germain-en-Laye on Eurochannel （页面存档备份，存于）

48°53′53″N 2°05′47″E / 48.89806°N 2.09639°E